# Berliner Fußballmeisterschaft des VBB 1909/10
Die Berliner Fußballmeisterschaft des VBB 1909/10 war die dreizehnte unter dem Verband Berliner Ballspielvereine ausgetragene Berliner Fußballmeisterschaft. Die diesjährige Meisterschaft wurde erneut in einer Gruppe mit neun Teilnehmern ausgespielt. Der BFC Preussen setzte sich mit sechs Punkten Vorsprung vor dem Vorjahresmeister BTuFC Viktoria 89 durch und wurde zum vierten Mal Berliner Fußballmeister des VBB. Durch den Erfolg war Preussen für die deutsche Fußballmeisterschaft 1909/10 qualifiziert, schied dort jedoch bereits im Viertelfinale durch eine 1:4-Niederlage gegen Holstein Kiel aus.
Der BFC Rapide stieg als Neuling sofort wieder in die 2. Klasse ab, auch der BFC Concordia 1895 musste als Vorletzter der Gang in die 2. Klasse antreten. Im Gegenzug stiegen der BTuFC Alemannia 90, der zur Saison 1908/09 aus dem Märkischen Fußball-Bund in den VBB gewechselt ist, und Tennis Borussia Berlin auf.

## Abschlusstabelle
| Pl. | Verein                | Sp. | S  | U | N  | Tore    | Quote | Punkte |
| --- | --------------------- | --- | -- | - | -- | ------- | ----- | ------ |
| 1.  | BFC Preussen          | 16  | 13 | 3 | 0  | 069:260 | 2,65  | 29:30  |
| 2.  | BTuFC Viktoria 89 (M) | 16  | 10 | 3 | 3  | 061:320 | 1,91  | 23:90  |
| 3.  | BTuFC Union 1892      | 16  | 8  | 6 | 2  | 040:350 | 1,14  | 22:10  |
| 4.  | BFC Hertha 1892       | 16  | 10 | 0 | 6  | 054:320 | 1,69  | 20:12  |
| 5.  | BTuFC Britannia 1892  | 16  | 6  | 3 | 7  | 048:490 | 0,98  | 15:17  |
| 6.  | SC Minerva 93         | 16  | 5  | 2 | 9  | 038:380 | 1,00  | 12:20  |
| 7.  | Berliner BC 03        | 16  | 4  | 2 | 10 | 026:600 | 0,43  | 10:22  |
| 8.  | BFC Concordia 1895    | 16  | 4  | 1 | 11 | 033:490 | 0,67  | 09:23  |
| 9.  | BFC Rapide (N)        | 16  | 1  | 2 | 13 | 014:620 | 0,23  | 04:28  |

| (M) | Titelverteidiger |
| (N) | Aufsteiger       |

## Ortsgruppe Stettin
| Pl. | Verein                         | Sp. | S  | U | N  | Punkte |
| --- | ------------------------------ | --- | -- | - | -- | ------ |
| 1.  | SC Blücher Stettin             | 12  | 10 | 0 | 2  | 20:40  |
| 2.  | Stettiner FC Titania (M)       | 12  | 10 | 0 | 2  | 20:40  |
| 3.  | SC Preußen Stettin             | 12  | 9  | 0 | 3  | 18:60  |
| 4.  | Stettiner SVgg 1905            | 12  | 6  | 0 | 6  | 12:12  |
| 5.  | FC Sport 08 Stettin (N)        | 12  | 4  | 0 | 8  | 08:16  |
| 6.  | SVgg Teutonia 1904 Stettin (N) | 12  | 2  | 0 | 10 | 04:20  |
| 7.  | Stettiner FC Union             | 12  | 0  | 0 | 12 | 00:24  |

| (M) | Titelverteidiger Stettin |
| (N) | Aufsteiger               |

Entscheidungsspiel Platz 1:
| Datum       |                    | Ergebnis |                      | Ort     |
| ----------- | ------------------ | -------- | -------------------- | ------- |
| 1. Mai 1910 | SC Blücher Stettin | 1:0      | Stettiner FC Titania | Stettin |

Relegationsspiel
| Datum              |                            | Ergebnis |                       | Ort     |
| ------------------ | -------------------------- | -------- | --------------------- | ------- |
| 11. September 1910 | SC Sport-Britannia Stettin | 5:3      | SVgg Teutonia Stettin | Stettin |

## Aufstiegsspiel
| Datum        |                                                | Ergebnis |                                                  | Ort     |
| ------------ | ---------------------------------------------- | -------- | ------------------------------------------------ | ------- |
| 4. Juni 1910 | SC Blücher Stettin (Sieger Ortsgruppe Stettin) | 1:5      | BTuFC Alemannia 90 (Teilnehmer 2. Klasse Berlin) | Stettin |